# Union Krefeld
Union Krefeld (vollständiger Name: Ballspielverein Union 05 e. V. Krefeld) ist ein Sportverein aus Krefeld. Die erste Fußballmannschaft spielt in der Bezirksliga. Der Verein gehörte zwei Jahre lang der damals erstklassigen Gauliga Niederrhein und elf Jahre der damals zweitklassigen II. Division West an.

## Geschichte
Der Verein wurde im Jahre 1905 als FC Union Krefeld gegründet. Im August 1919 fusionierte der FC Union mit der 1911 als FC Adler Krefeld gegründeten Crefelder Ballspielvereinigung zum BV Union Krefeld. Die Lizenzfußballabteilung ging in der Zeit vom 15. Oktober 1949 bis zum 30. April 1951 eine Fusion mit der Lizenzfußballabteilung des CSV 1910 Krefeld ein. Das Produkt nannte sich CSV Union Krefeld. Die eigentliche Fusion wurde bereits am 25. Juli 1949 vollzogen, jedoch erst am 15. Oktober 1949 vom Verband genehmigt. Am 30. April 1951 wurde die Fusion jedoch wieder gelöst.
In den 1930er Jahren nahm der BV Union dreimal vergeblich an der Aufstiegsrunde zur Gauliga Niederrhein teil. Erst im vierten Versuch gelang 1942 der Aufstieg in die damals höchste Spielklasse. Im ersten Jahr gelang der Klassenerhalt trotz einer 16:1-Niederlage beim TuS Helene Altenessen. Ein Jahr später folgte der Abstieg mit einem Punkteverhältnis von 2:34. Kurioserweise wurde der einzige Saisonsieg gegen Altenessen errungen. Nach dem Zweiten Weltkrieg wurde der Fusionsverein CSV Union in die II. Division West aufgenommen. In den Spielzeiten 1949/50 und 1951/52 wurde mit dem fünften Platz die besten Ergebnisse erzielt. 1960 musste die Mannschaft absteigen und wurde auch in der Verbandsliga nach unten durchgereicht und rutschte bis in die Bezirksliga ab. Erst 1972 gelang der Aufstieg in die Landesliga. Nach einem dritten Platz in der Saison 1975/76 musste der BV Union ein Jahr später wieder zurück in die Bezirksliga. In den folgenden Jahren pendelte der Verein zwischen Bezirks- und Kreisliga. 2017 stiegen die Unioner in die Kreisliga B ab.
Einziger überregionaler Auftritt im deutschen Pokal war die Saison 1954/55, als Union Krefeld nach einem 4:0-Erstrundensieg gegen Eintracht Braunschweig das Achtelfinale erreichte, wo man Alemannia Aachen mit 2:4 (2:2) nach Verlängerung unterlag.

## Persönlichkeiten
- Dieter Bedürftig
- Theo Breuer
- Barış Örücü